# E Pluribus Funk
| Recensione                        | Giudizio        |
| --------------------------------- | --------------- |
| AllMusic                          | [ 3 ]           |
| Robert Christgau                  | C               |
| The New Rolling Stone Album Guide | [ 5 ]           |
| Sputnikmusic                      | 4.2 (Excellent) |
| Piero Scaruffi                    | [ 7 ]           |
| Dizionario del Pop-Rock           | [ 8 ]           |
| 24.000 dischi                     | [ 9 ]           |

E Pluribus Funk è un album discografico dei Grand Funk Railroad, pubblicato dalla casa discografica Capitol Records nel novembre del 1971.

## Tracce

### LP
Lato A
1. Footstompin' Music – 3:45 (Mark Farner) – Registrato il 22 settembre 1971
2. People, Let's Stop the War – 5:13 (Mark Farner) – Registrato il 21 settembre 1971
3. Upsetter – 4:09 (Mark Farner) – Registrato il 20 settembre 1971
4. I Come Tumblin' – 5:42 (Mark Farner) – Registrato il 20 settembre 1971

Lato B
1. Save the Land – 4:12 (Mark Farner) – Registrato il 20 settembre 1971
2. No Lies – 3:55 (Mark Farner) – Registrato il 21 settembre 1971
3. Loneliness – 8:38 (Mark Farner) – Registrato il 21 settembre 1971

### CD
Edizione CD del 2002, pubblicato dalla Capitol Records (72435-41724-2-7)
1. Footstompin' Music – 3:48 (Mark Farner)
2. People, Let's Stop the War – 5:12 (Mark Farner)
3. Upsetter – 4:27 (Mark Farner)
4. I Come Tumblin' – 5:39 (Mark Farner)
5. Save the Land – 4:14 (Mark Farner)
6. No Lies – 3:58 (Mark Farner)
7. Loneliness – 8:48 (Mark Farner)
8. I'm Your Captain/Closer to Home – 5:57 – Bonus Track - Previously Unreleased - Registrato dal vivo il 27 aprile 1971 in Dayton, Ohio
9. Hooked on Love – 2:45 – Bonus Track - Previously Unreleased - Registrato dal vivo il 27 aprile 1971 in Dayton, Ohio
10. Get It Together – 2:53 – Bonus Track - Previously Unreleased - Registrato dal vivo il 27 aprile 1971 in Dayton, Ohio
11. Mark Say's Alright – 4:23 (Mark Farner, D Brewer, Schacher) – Bonus Track - Previously Unreleased - Registrato dal vivo il 29 aprile 1971 in Detroit, Michigan

## Formazione
- Mark Farner - chitarra, organo, armonica, voce
- Mel Schacher - basso
- Don Brewer - batteria, percussioni, voce

Con
- Thomas A. Baker - arrangiamento orchestra, conduttore orchestra (brano: Loneliness)

Note aggiuntive
- Terry Knight - produttore
- Registrazioni (album originale) effettuate il 20, 21 e 22 settembre 1971 al Cleveland Recording Company Studios di Cleveland, Ohio (Stati Uniti)
- Kenneth Hamman - ingegnere delle registrazioni
- Terry Knight - concept copertina album originale
- CraigBraun Inc. - design copertina album originale[10][11]

## Classifica
Album
| Anno | Classifica    | Posizione raggiunta |
| ---- | ------------- | ------------------- |
| 1972 | Billboard 200 | 5                   |

Singoli
| Anno | Titolo del brano   | Classifica        | Posizione raggiunta |
| ---- | ------------------ | ----------------- | ------------------- |
| 1972 | Footstompin' Music | Billboard Hot 100 | 29                  |
| 1972 | Upsetter           | Billboard Hot 100 | 73                  |